# MuMATH
muMATH é um sistema algébrico computacional, desenvolvido no final da década de 1970 e início da década de 1980 por Albert D. Rich e Stoutemyer David do Soft Warehouse em Honolulu, Havaí. O muMATH foi escrito especificamente para o ensino. Foi implementado na linguagem de programação muSIMP que foi construída em cima do dialeto Lisp chamado muLisp. As plataformas suportadas foram CP/M e TRS-DOS (a partir do muMATH-79), Apple II (a partir do muMATH-80) e MS-DOS (a partir do muMATH-83, última versão que foi publicada pela Microsoft). A versão DOS não podia usar mais de 256Kb de memória principal, mas o muMATH e, posteriormente o seu sucessor Derive, foram provavelmente os melhores sistemas a rodar em microcomputadores baseados no Intel 8086. O muMath foi o software de álgebra computacional mais amplamente usado em microcomputadores nos anos 80.
A Soft Warehouse mais tarde desenbvolveu o Derive, outro  sistema de álgebra computacional. TA companhia foi adquirida pela Texas Instruments em 1999, e o desenvolvimento do Derive terminou em 2006.